# Trevor Moore
Trevor Paul Moore (Montclair, Nueva Jersey, 4 de abril de 1980 - Los Ángeles, California, 6 de agosto de 2021) fue un actor, comediante, escritor, director, productor y músico estadounidense. Era más conocido por ser el miembro fundador del grupo de comedia neoyorquina de sketchs The Whitest Kids U' Know, quienes tuvieron su propia serie de comedia en los canales Fuse/IFC, durante cinco temporadas.

## Infancia
Moore nació en Montclair, Nueva Jersey. Sus padres integraban un dúo de cantantes de música folk-rock cristiana, Mickey & Becki Moore, quienes tuvieron un éxito relativo durante los años 1980. Debido a la profesión de sus padres, él cambiaba constantemente de escuela, asistiendo aproximadamente a cinco colegios diferentes. A los 15 años se convirtió en el publicador de caricaturas más joven del mundo con su trabajo llamado Scraps. A los 16, Moore creó la tira cómica Cuddy, para el desaparecido periódico The Charlottesville Observer.

### Educación
Trevor Moore asistió a la secundaria Covenant School en Charlottesville, Virginia, y para cuando se graduó a los 18, ya estaba desarrollando proyectos personales.
Moore comenzó a realizar programas para televisión en la Virginia Commonwealth University, y mientras originalmente quería estudiar periodismo y ciencias políticas, al final eligió cinematografía. Moore, como sus futuros compañeros de Whitest Kids U' Know, Sam Brown y Zach Cregger, estudiaron en la prestigiosa School of Visual Arts de Manhattan, donde se graduaron con honores en cine con un BFA y también fueron graduados cum laude.

## Carrera

### Años 1990
De 1997 a 1998, su programa llamado The Trevor Moore Show, que se trasmitió en un canal de televisión de acceso público en Charlottesville, Virginia, comenzó a ganar seguidores en la comunidad escolar, así que para la edad de 18, Moore firmó un trato con Pax-TV, una red de televisión cristiana (ahora llamada Ion Television). El programa duró 16 episodios con sketches como "I Wonder Who Died Today?" (una parodia de un noticiero de tercera edad), y también aparecía el “Walking.Talking Box”. Pero el programa fue cancelado debido al material ofensivo y a los errores de programación del programa, y porque era trasmitido muy tarde o muy temprano para los índices de audiencia.
Se creía que el programa era trasmitido en la noche pero al final de la primera temporada, Moore se encontró con que lo repetían a las 9 AM los sábados.
Moore más tarde trabajó en un canal de televisión por cable que recién se estaba inaugurando, ImaginAsianTV, como productor y escritor de programas para Jimbo Matison, Uncle Morty's Dub Shack, un programa de comedia donde se realizan sketches, haciendo nuevas versiones y parodias de viejas películas asiáticas.

### Años 2000
Para 2002, en su último año de universidad, Moore participó de una práctica personal en el programa de comedia Saturday Night Live. Supuestamente iría por un semestre pero se quedó un año. Durante este tiempo fue un asistente de la NBC (NBC Page Program) y realizó diferentes tours por el canal. El programa de asistentes recibe aproximadamente 50.000 solicitudes pero solo reciben a cincuenta personas al año. Él también acredita al creador y productor ejecutivo de Saturday Night Live, Lorne Michaels, como parte de su educación cómica.
En 2004, Moore creó el grupo de Whitest Kids U' Know para realizar diferentes presentaciones en el Lower East Side de Nueva York. En 2008, Moore fue voz invitada en un episodio de la serie de HBO The Life and Times of Tim. En 2009, participó de un sketch en la WWE junto a John Cena. El suceso de Whitest Kids U' Know, en Internet y los shows en vivo, los llevaron a ganar en 2006 el Premio del Festival de Comedia Estadounidense de HBO en Aspen, Colorado. El grupo no defraudó, ganando el premio al Mejor Grupo de Sketch y atrajo la atención de muchos ejecutivos de Hollywood.
Después de que The Whitest Kids U' Know ganase el premio del festival de comedia, diversos canales de televisión como Sundance, MTV y Comedy Central hablaron con ellos para realizar un piloto para una serie de televisión, pero ya estaban comprometidos con la cadena Fuse. El grupo desarrolló una temporada completa que contó con 10 episodios, y la primera temporada se filmó con el grupo. Pero como Fuse era un canal de música y el grupo no contaba con música, Jennifer Caserta, quien fue gerente general en IFC, aunque había trabajado anteriormente en Fuse, llevó el programa a IFC (IFC y Fuse pertenecen a la misma compañía). Los ejecutivos de IFC aceptaron la movida, ya que les permitiría más “libertad” en el programa, como tener contenido sin censura. El programa duró cinco temporadas y ahora es transmitido en todo del mundo.
Después del éxito de The Whitest Kids U' Know, Fox Searchlight se acercó a Moore y Zach Cregger con un guion y les ofreció un proyecto de película. Después de considerarlo, ellos aceptaron, reescribieron el guion original y lo adaptaron a su estilo de comedia, y después de filmar la segunda temporada de The Whitest Kids U' Know dirigieron y protagonizaron Miss March. Esta fue la primera película de Moore, la cual fue lanzada el 13 de marzo de 2009.

### Años 2010
Durante su época de estudiantes universitarios, Moore y Sam Brown tenían la idea de desarrollar una película sobre la guerra civil americana. Mientras filmaban la quinta temporada de Whitest Kids U' Know, él y el grupo filmaron su segunda película, llamada The Civil War on Drugs (La Guerra Civil contra las drogas), donde desarrollaron diferentes roles. La película fue dirigida por Trevor Moore y Zach Cregger. Fue inmediatamente estrenada en cines y trasmitida en partes al final de cada capítulo durante la quinta temporada de Whitest Kids U' Know. El drama histórico trataba sobre el intento de legalizar la marihuana durante la guerra entre los estados.
Moore realizó el papel de Josh Armstrong en la serie de Fox Breaking In.
Además, apareció periódicamente en The Tonight Show with Jay Leno, en los segmentos pregrabados de “Winnovations” y “Dare”, en los cuales les juega bromas a las personas que transitan por la calle.
Moore también participó en la serie de Comedy Central Funny or Die.
Desde la fundación del grupo Whitest Kids U' Know, Moore y los otros miembros del grupo constantemente realizan presentaciones en teatros, tanto individualmente como en grupo, en diferentes proyectos. Moore viajaba cada año con Whitest Kids U' Know, realizando presentaciones en vivo, con viejos y nuevos sketches.
De vez en cuando también se presentaba con un show en vivo llamado Whatev'r Show, junto con otros comediantes de Nueva York y Hollywood.
En el primer martes de cada mes desde el 6 de noviembre de 2012, cuando realizaba un show nocturno de la elección presidencial, hasta febrero de 2013, Trevor Moore llevaba a cabo un programa hablado de comedia con su compañero comediante Josh Fadem en Los Ángeles. El show se llamaba The Show Where Trevor Moore Does a Talk Show Thing and Josh Fadem Does Some Other Stuff Too All In One... Plus More (“El show donde Trevor Moore hace algo como un programa de conversación y Josh Fadem hace otras cosas también todo en uno… y más”).
Moore lanzó su álbum debut desde Comedy Central en marzo de 2013, llamado Drunk Texts to Myself (“Mensajes de texto borracho a mí mismo”). Dirigió y protagonizó complementando el disco con videos musicales. El álbum tiene 12 pistas, como "Drunk Texts To Myself (feat. Reggie Watts)", "What About Mouthwash?", y la canción más popular del álbum, "Founding Fathers Rap".
Drunk Texts to Myself es una manera que tiene Moore de representar las diferentes contradicciones de la sociedad usando diferentes variedades de estilos musicales como el rap, metal, country y pop. Realizó un tour con sus amigos promocionando el disco a través de Estados Unidos.
Antes de su fallecimiento, Trevor Moore y los otros miembros de Whitest Kids U' Know también desarrollaron una película sobre su grupo de comedia.

## Muerte
Trevor Moore falleció en un accidente en Los Ángeles, el 6 de agosto de 2021, a los 41 años.

## Filmografía

### Televisión
| Año       | Título                         | Rol            | Créditos                                        |
| --------- | ------------------------------ | -------------- | ----------------------------------------------- |
| 1996-1998 | The Trevor Moore Show          | Él mismo       | Productor, escritor, creador                    |
| 2004-2006 | Uncle Morty's Dub Shack        | Varios roles   | Actor de voz                                    |
| 2007-2011 | The Whitest Kids U' Know       | Varios roles   | Actor, productor, director, escritor, cocreador |
| 2011      | Breaking In                    | Josh Armstrong | Actor                                           |
| 2011-2014 | The Tonight Show with Jay Leno | Varios roles   | Segmentos de comedia: "Winnovations", "Dare"    |

### Cine
| Año  | Título                   | Rol                  | Créditos                             |
| ---- | ------------------------ | -------------------- | ------------------------------------ |
| 2009 | Miss March               | Tucker Cleigh        | Escritor, director, actor            |
| 2011 | The Civil War on Drugs   | Trevor, varios roles | Actor, director, escritor, productor |
| TPA  | The Whitest Kids U' Know |                      |                                      |

## Teatro
- Whitest Kids U Know Live (2006-2013)
- Whatev'r Show (2011-2012)
- The Show Where Trevor Moore Does a Talk Show Thing… (2012-2013)

## Discografía
| Año  | Título                           | Rol      | Créditos              |
| ---- | -------------------------------- | -------- | --------------------- |
| 2013 | Drunk Texts to Myself (CD Audio) | Él mismo | Vocalista, compositor |

### Bandas sonoras
- The Whitest Kids U' Know (2007-2011)
- Miss March (2009)
- The Civil War on Drugs (2011)